# McLaren 570S
McLaren 570S (заводський код P11) — це спорткар з середнім розташуванням двигуна британського виробника McLaren Automotive, що є менш потужною версією McLaren 650S.

## Опис

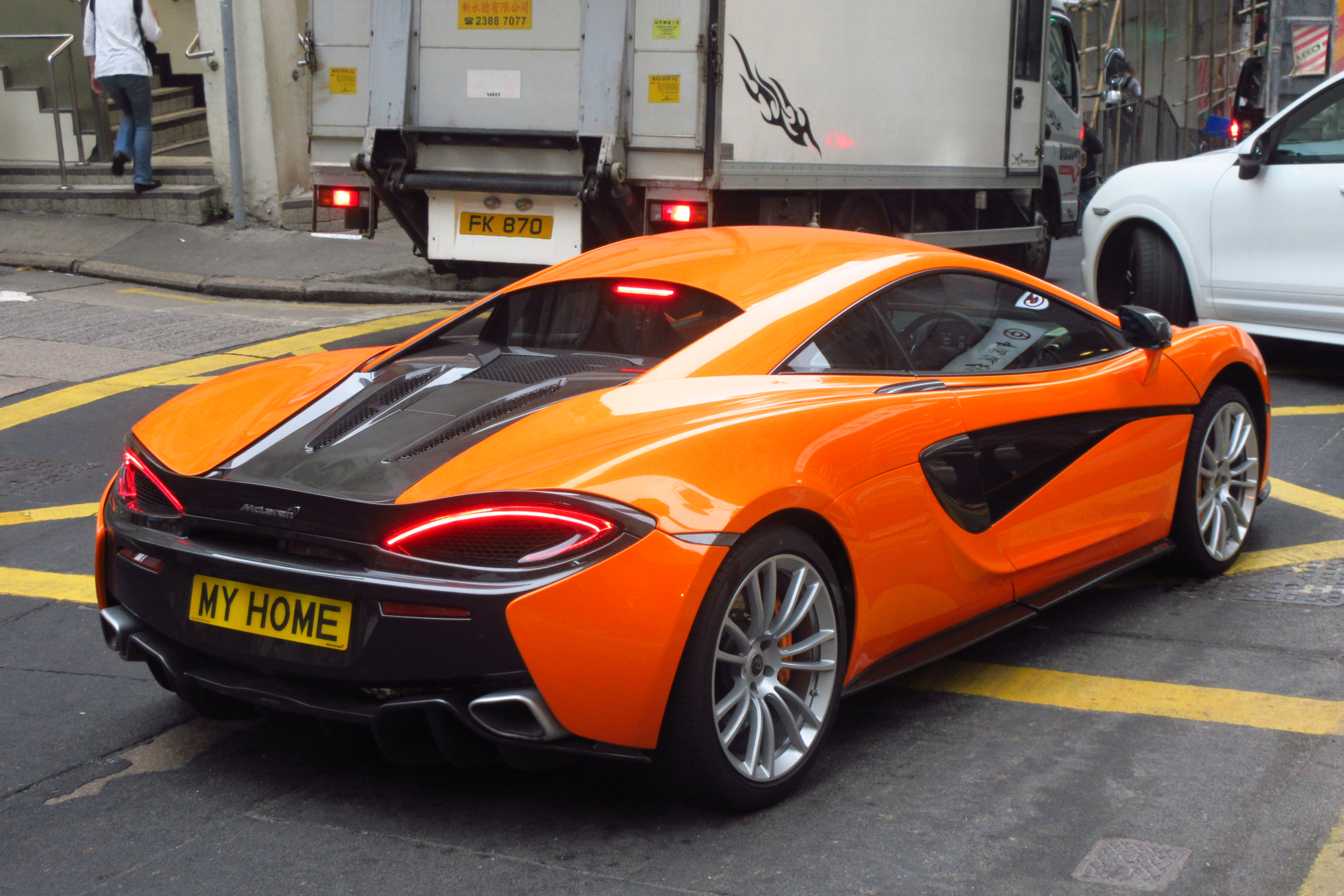
McLaren 570S

Модель була вперше представлена на Нью-Йоркському міжнародному автосалоні в 2015 році. На Фестивалі швидкості Goodwood у кінці червня 2017 року McLaren представляє варіант родстера. Автомобіль призначений в основному для повсякденного користування.
570S пропонується в кузові купе і родстер (Spider) з двигуном V8 3.8 л M838T потужністю 570 к.с. (419 кВт), крутним моментом 600 Нм при 5000-60500 об/хв. В 570S має максимальну швидкість 328 км/год. Розгін від 0-100 км/год: 3,2 секунди, до 200 км/год: 9,5 секунд (купе) або 9,6 секунди (Spider).
Автомобіль був замінений на гібрид McLaren Artura.

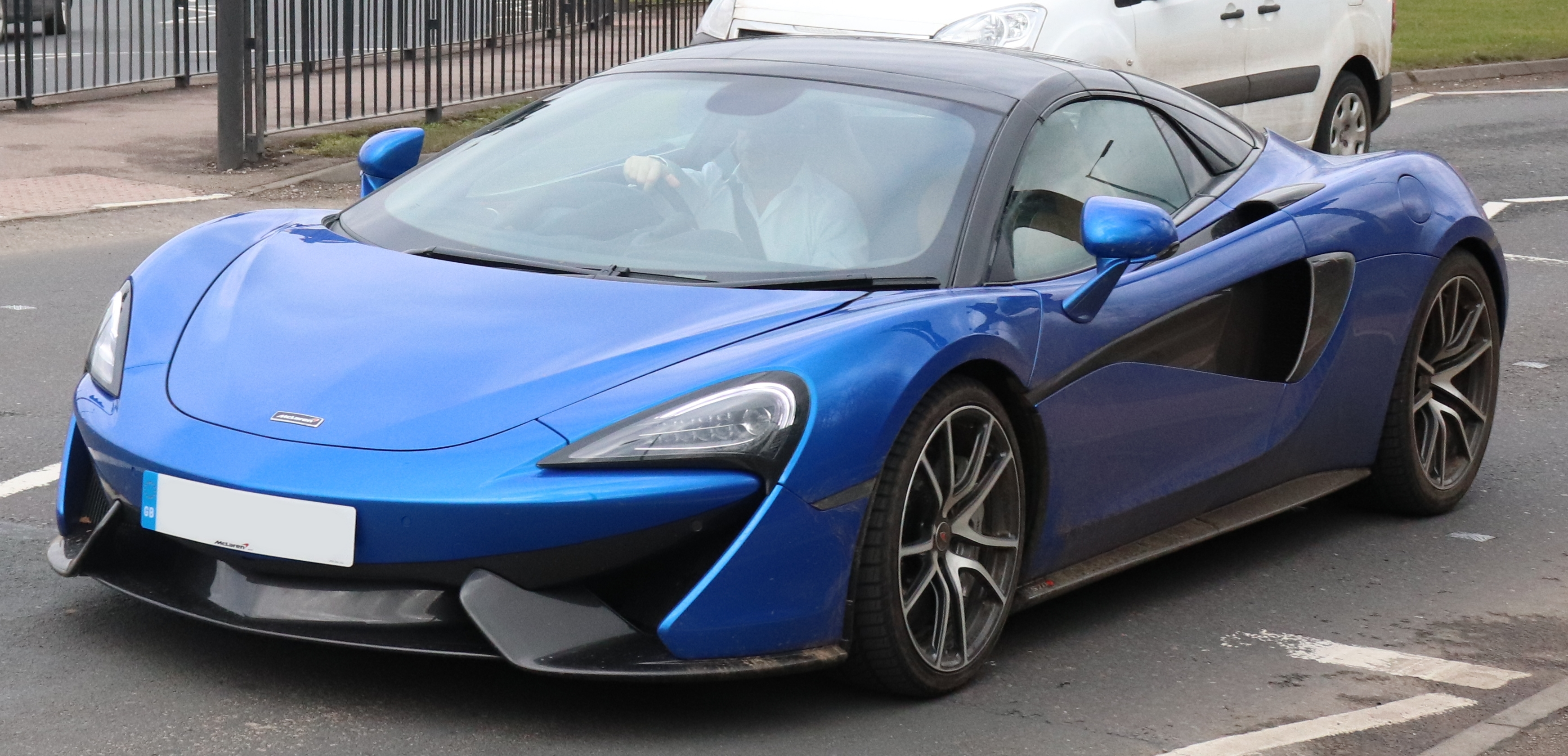
McLaren 570S Spider

## Технічні дані

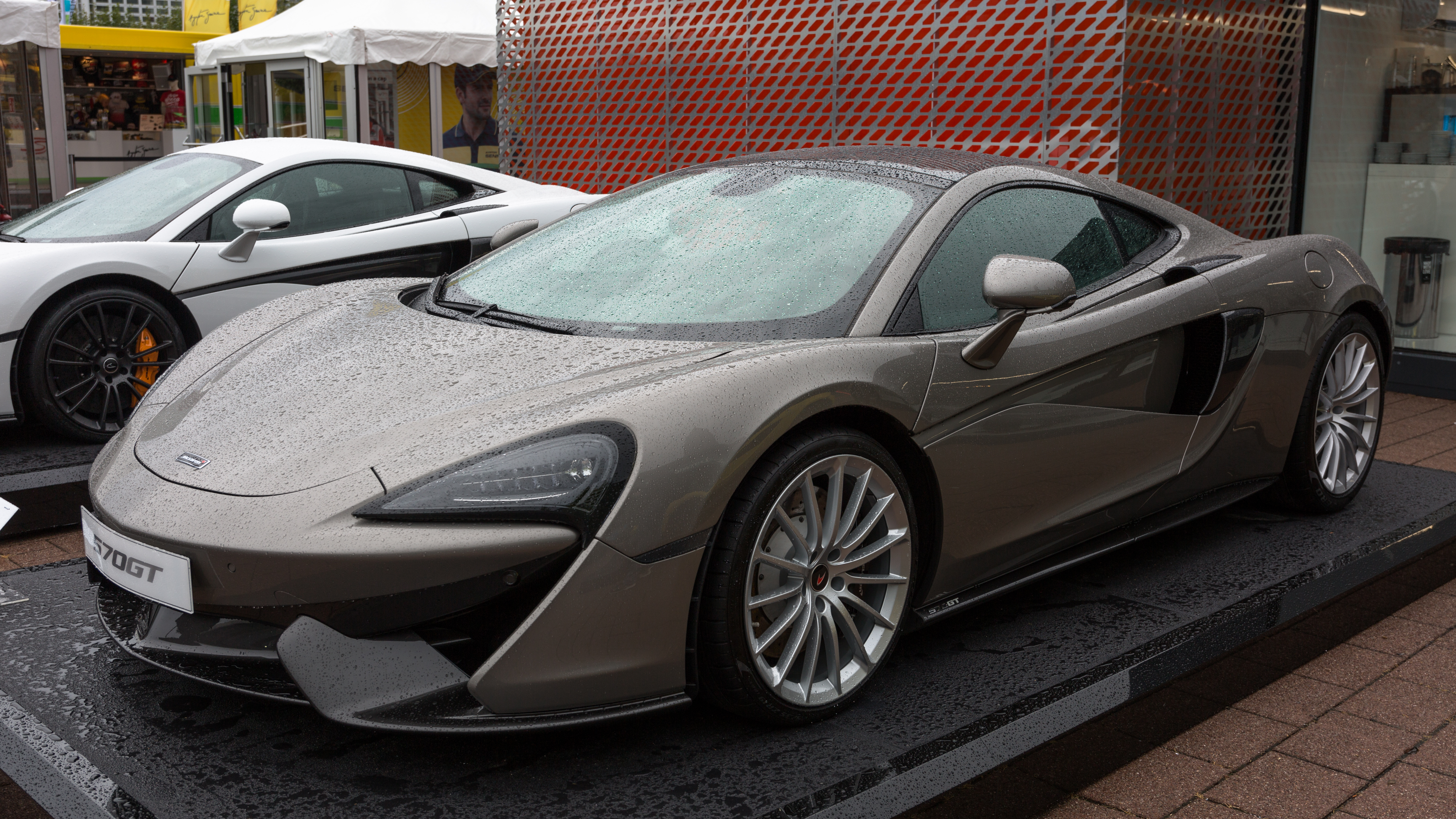
McLaren 570GT

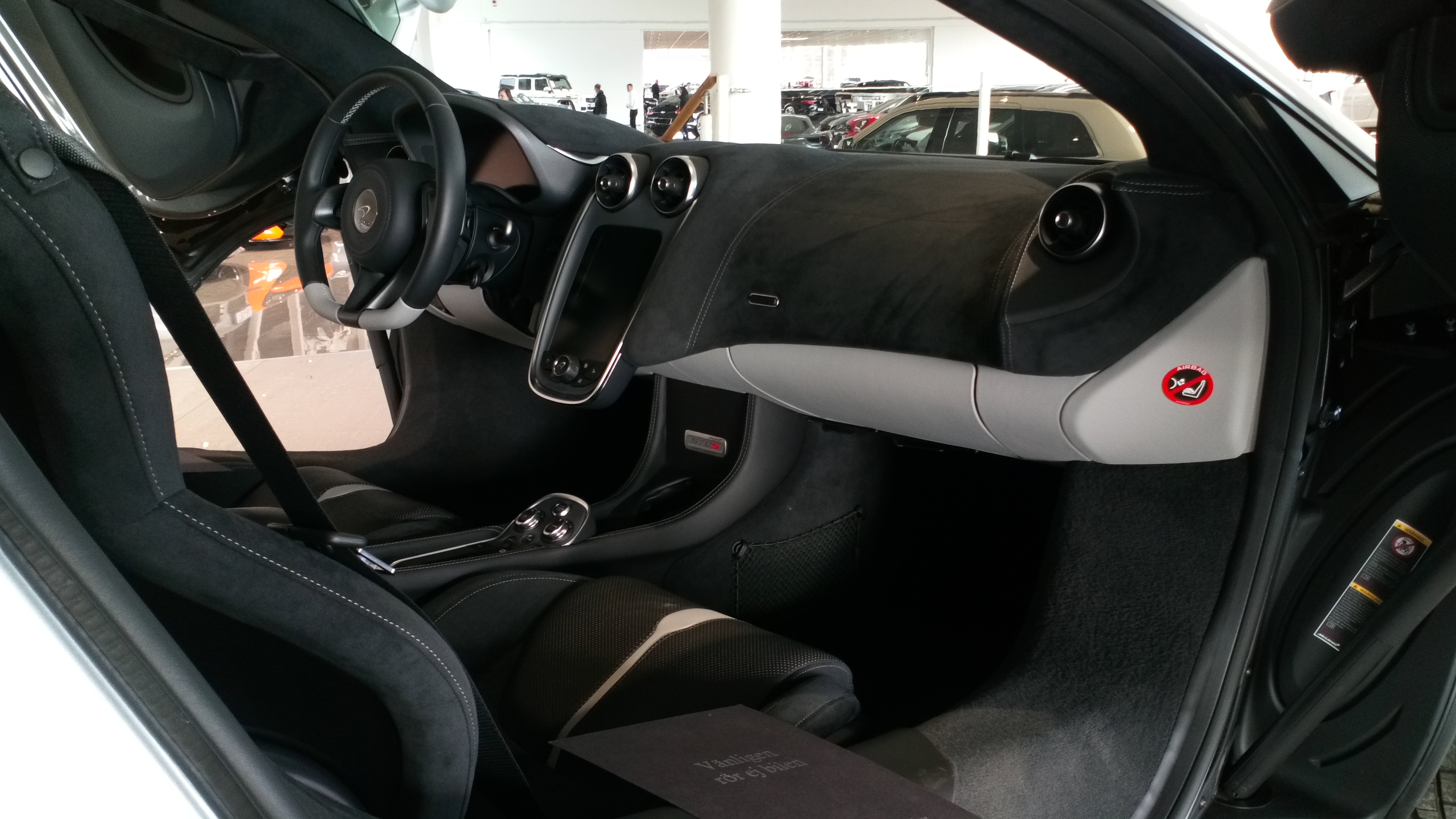

|                                       | 570S               | 570GT              | 570S Spider        |
| Роки виробництва                      | з 10/2015          | з 04/2016          | з 08/2017          |
| Двигун                                |                    |                    |                    |
| Тип двигуна                           | бензиновий V8      | бензиновий V8      | бензиновий V8      |
| Система живлення                      | Biturbo            | Biturbo            | Biturbo            |
| Розміщення                            | центральне         | центральне         | центральне         |
| Клапани/розподільчі вали              | 4 нв циліндр/4     | 4 нв циліндр/4     | 4 нв циліндр/4     |
| Об'єм                                 | 3799 см³           | 3799 см³           | 3799 см³           |
| Діаметр циліндра × хід поршня         | 93,0 × 69,9 мм     | 93,0 × 69,9 мм     | 93,0 × 69,9 мм     |
| Потужність при об/хв                  | 570 к.с. / 7500    | 570 к.с. / 7500    | 570 к.с. / 7500    |
| Крутний момент при об/хв              | 600 Нм / 5000–6500 | 600 Нм / 5000–6500 | 600 Нм / 5000–6500 |
| Шасі                                  |                    |                    |                    |
| Привод                                | Задній             | Задній             | Задній             |
| КПП                                   | 7-ст. АКПП         | 7-ст. АКПП         | 7-ст. АКПП         |
| Показники                             |                    |                    |                    |
| Максимальна швидкість                 | 328 км/год         | 328 км/год         | 328 км/год         |
| Розгін, 0–100 км/год                  | 3,2 с              | 3,4 с              | 3,2 с              |
| Розгін, 0–200 км/год                  | 9,5 с              | 9,8 с              | 9,6 с              |
| Маса                                  | 1440 кг            | 1495 кг            | 1498 кг            |
| Багажник                              | 150 л              | 370 л              | 150 л              |
| Витрати пального 100 км (комбіновано) | 10,7 л Super Plus  | 10,7 л Super Plus  | 10,7 л Super Plus  |
| Викиди CO2 (комбіновано)              | 249 г/км           | 249 г/км           | 249 г/км           |
| Екологічний стандарт                  | Євро-6             | Євро-6             | Євро-6             |